# Jodová tinktura

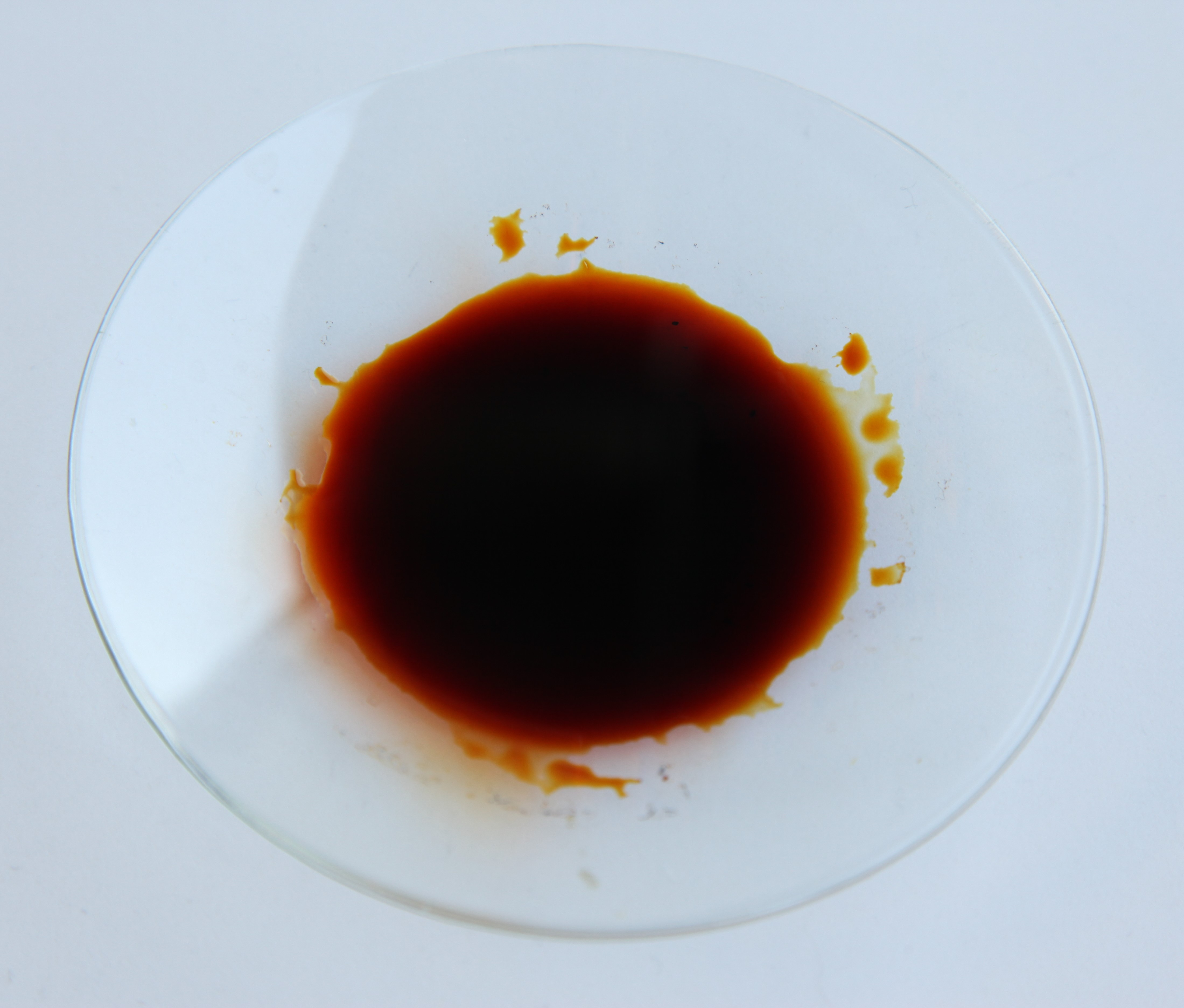
Etanolická jodová tinktura v hodinovém sklíčku

Jodová tinktura je dezinfekční přípravek, obvykle jod a jodid draselný nebo sodný rozpuštěný v ethanolu.

## Základní informace
Jodová tinktura je často obsažena v soupravách pro nouzové přežití a používá se zde jak pro dezinfekci ran, tak pro dezinfekci vody k pití.
Není-li žádoucí přítomnost alkoholu, lze použít Lugolův roztok (vodný roztok jodu v jodidu draselném) nebo jodovaný povidon.
Elementární jod je toxický. Děti a těhotné ženy, které jsou na jod mnohem citlivější, by se měly jeho použití vyhýbat. Lidský metabolismus potřebuje stopová množství jodu, ale ve formě solí jodu (jodidů), ne jakožto volného prvku. Potřeba jodu ve formě jodidů bývá uspokojována jodidovanou solí a mnoha potravinami původem z moře.
Při použití volného jodu k sanitaci povrchové vody by se tato měla před pitím nechat 30 minut ustát, aby byl dostatek času ke zničení všech virů a bakterií. Je-li teplota vody nižší než 20 °C, je nutno tento čas prodloužit na několik hodin. K vyčištění 1 litru vody je třeba 0,3 ml dvouprocentní tinktury. Do studené nebo kalné vody by se mělo přidat 2,4 ml této tinktury a počkat několik hodin.
Po dezinfekci lze pach a chuť jodu odstranit přidáním práškového vitaminu C, který převede jod na jodid. Podobná reakce odstraní také chlor z chlorované vody.
Jod používaný pro sanitaci vody je dostupný také ve formě tablet nebo krystalů. Tyto prostředky lze zakoupit v lékárnách a prodejnách pro cestovatele.